# 诺基亚 (市镇)
诺基亚（芬蘭語：Nokia）是芬兰皮尔坎马区一个使用“城市”称号的市镇，位于坦佩雷以西15公里处。市镇面积为347.84平方公里，2023年人口数量为35,652人。通信产业诺基亚公司即于1865年在此地建立。

## 历史
諾基亞很久以来属于旧时的大皮尔卡拉地区（Suur-Pirkkala）。大皮尔卡拉区在1922年分拆成两个市镇：南皮尔卡拉和北皮尔卡拉。北皮尔卡拉在1937年取得集镇（kauppala）的地位，次年更名为諾基亞。1977年随着新的市镇法的实施而成为一个城市。

## 名稱來源
据通常的解释，诺基亚芬兰语的原词源于芬兰语古字或者，意为“紫貂”。当紫貂在芬兰被狩猎绝种后，这个单词就指现在还在该地区出没的任何深色皮毛的动物，如貂屬动物。然而，後來的研究似乎表明，芬蘭從未有紫貂居住过，而这个名字實際上是指欧亚河狸。

## 友好城市
- 冰島 布倫迪歐斯
- 挪威 莫斯
- 瑞典 卡尔斯塔德
- 丹麦 霍森斯
- 俄羅斯 奧廖爾
- 爱沙尼亚 錫拉邁埃
- 匈牙利 沙羅什保陶克